# Kim Eul-dong
Kim Eul-dong (5 de septiembre de 1945) es una política y exactriz surcoreana. Fue elegida miembro en la 18ava  y 19ava  Asamblea Nacional (Distrito Songpa), y presidenta del Partido Saenuri. 

## Vida personal
Es nieta de Kim Chwa-chin, hija de Kim Du-han, y madre del actor Song Il-gook. 
En la 20ava  Elección General de 2016, no fue reelegida como miembro de la Asamblea Nacional.